# Villafeliche
Villafeliche – gmina w Hiszpanii, w prowincji Saragossa, w Aragonii, o powierzchni 22,5 km². W 2011 roku gmina liczyła 209 mieszkańców.